# Leipefilene
Leipefilene  (in greco antico Λειπεφιλήνη Leipephilḕnē) è un personaggio della mitologia greca, figlia di Iolao e di Megara.

## Mitologia
Fu sposa di Filante figlio di Antioco. 

Secondo Apollodoro ebbero soltanto Ippote mentre Pausania aggiunge Tero.